# 上杉朝良
上杉 朝良（うえすぎ ともよし）は、室町時代後期から戦国時代にかけての武将。扇谷上杉家当主。

## 生涯
上杉朝昌の子として誕生。伯父・上杉定正の養子となる。朝良は文弱であったため、養父からは武芸に身を入れるように度々注意されたという。
明応3年（1494年）関東管領・山内上杉家の上杉顕定との戦いで養父・定正が戦死すると、武蔵国河越城に入って家督を継ぐ。朝良は顕定への報復を誓うが、生前の定正が家臣の讒言を信じて重臣・太田道灌の粛清を行った事などが災いして家臣の離反が相次ぎ、扇谷上杉家は衰退の一途を辿っていた。
そこで、駿河国守護・今川氏親に顕定打倒への支援を依頼する。これに対して氏親は伊豆国を平定していた重臣・伊勢宗瑞（北条早雲）を遣わしてこれを援けさせた。だが、宗瑞はその最中に扇谷家の家臣である大森藤頼の拠る小田原城を奪い取るという事件を起こす。今川氏との関係を重視する朝良は宗瑞の小田原城占拠を事実上容認してしまう。小田原城奪取について、中世史研究者の黒田基樹は大森藤頼が既に山内上杉家に寝返っており、朝良の了解のもとに宗瑞が行ったとの説を提示している
永正元年（1504年）、朝良は今川氏親・伊勢宗瑞の来援を得て、武蔵立河原で顕定と戦い大勝する（立河原の戦い）。が、実力に勝る顕定は直ちに反撃に出て、河越城は山内上杉軍によって囲まれる。朝良は事実上の降伏をして開城して、実兄・朝寧の子で甥にあたる朝興を養子に迎えて家督を譲り、江戸城へ隠居することになった。しかし、扇谷上杉家の重臣はこの処置に反抗の姿勢を見せたため、顕定もこれ以上の強要は出来ず、以後も朝良が扇谷上杉家当主の職務を続けている。一方で、こうした事態にもかかわらず伊勢宗瑞は扇谷上杉家からの軍事協力の要請を大義名分として相模国の各地へと進出し、扇谷上杉家の領国であった相模は侵食されていった。
永正7年（1510年）、顕定が越後国で同国守護代・長尾為景に討たれ、一方では伊勢宗瑞が扇谷上杉家の重臣・上田政盛に対して離反を勧めている事が発覚すると、朝良・朝興は、山内上杉家を継いだ上杉憲房と和解して宗瑞との戦いを開始。朝良自らも出陣して政盛の拠る権現山城や、宗瑞方に取り立てられた城を攻略して、さらに宗瑞軍を小田原城まで追い詰めた。これを受けて、永正8年（1511年）には宗瑞との和睦が成立する。しかし、間もなく山内上杉家と古河公方家で相次いで家督を巡る内紛が発生して朝良はこれらの仲裁に奔走する事になる。結局仲裁は失敗した上、永正9年（1512年）には再び宗瑞が相模へと侵攻する。永正15年（1518年）には宗瑞によって相模における扇谷上杉家最後の拠点であった三浦郡の三浦道寸が攻め滅ぼされた事で趨勢は決し、衰退は決定的となった。朝良は同年に没したとされる。また晩年に生まれた実子・藤王丸を寵愛し、家督を継がせた朝興を廃する考えを抱いていた事もあり、朝良の死後、扇谷上杉家は内紛状態に陥ってその衰退に更に拍車をかけて行く事になった。